# Collezione (Riccardo Fogli)
Collezione è una raccolta del cantante italiano Riccardo Fogli, pubblicata nel 1982 dalla Paradiso.
Contiene dieci brani, tra cui due inediti L'amore che verrà e Storie di tutti i giorni, vincitore del Festival di Sanremo di quell'anno. Sono state stampate anche versioni per il mercato della Germania e dell'Unione Sovietica.

## Tracce
CD (Paradiso 9031 71290-2 (Warner) / EAN 0090317129020)
Testi e musiche di Maurizio Fabrizio, Riccardo Fogli e Guido Morra, eccetto dove indicato.
1. Storie di tutti i giorni – 3:45
2. È l'amore – 3:25 (Riccardo Fogli, Salvatore Fabrizio, Guido Morra)
3. Che ne sai – 3:42 (Maurizio Fabrizio, Riccardo Fogli)
4. Non mi lasciare – 4:28 (Dario Baldan Bembo, Salvatore Fabrizio)
5. Alla fine di un lavoro – 4:26
6. Malinconia – 4:10
7. Io no – 3:40
8. Scene da un amore – 4:15
9. Ti amo però – 3:45
10. L'amore che verrà – 4:05